# Bóng tối Jazz
Bóng tối Jazz (tên tiếng Anh: The Shadow of Jazz) là album phòng thu thứ hai của nhạc sĩ Giáng Son, hợp tác cùng ca sĩ Trần Thu Hà và Tùng Dương, được phát hành vào ngày 16 tháng 10 năm 2015 bởi Nhà xuất bản âm nhạc Dihavina. Đây là một dự án kỳ công kéo dài gần 8 năm của Giáng Son với một thế giới âm nhạc phức tạp, là hành trình tìm kiếm hạnh phúc của những con người nhiều khát khao.
Album bao gồm 10 ca khúc theo phong cách blues, jazz do Giáng Son sáng tác, hòa âm phối khí bởi các nhạc sĩ Lê Thanh Tâm và Vũ Quang Trung; trong đó một số phần lời được phổ nhạc từ thơ của Phan Vũ, Nguyễn Trọng Tạo, Nguyễn Vĩnh Tiến, Trương Quế Chi, Hà Quang Minh và Y Mai.
Bóng tối Jazz là album thành công nhất về thương mại cũng như chuyên môn của Giáng Son. Tại Giải thưởng Âm nhạc Cống hiến lần thứ 11 năm 2016, Bóng tối Jazz đã chiến thắng hạng mục "Album của năm" với số phiếu áp đảo 36/92.

## Hoàn cảnh ra đời
Blues jazz, jazz rock là những thể loại mà Giáng Son say mê từ khi còn là sinh viên. Thần tượng của cô là những nghệ sĩ Nina Simone, Kurt Elling, Diana Krall, Norah Jones... đặc biệt là album Trăng và em của ca sĩ Jazzy Dạ Lam, được phối khí bởi nhạc sĩ Nguyễn Công Phương Nam. Kể từ đó, cô đã quyết tâm làm một album về dòng nhạc này.
Tựa Bóng tối Jazz lần đầu được nhắc đến trong một bài phỏng vấn năm vào ngày 4 tháng 3 năm 2006, khi cô có ý định tung ca khúc cùng chuỗi các ca khúc "Trôi trong gương", "Nếp ngày", "Chút nắng vàng bay" được Nguyễn Vĩnh Tiến phổ lời. Tới ngày 21 tháng 7 năm 2007, cô cũng chia sẻ về dự án sắp tới sau album đầu tay của mình, cô mô tả album thứ hai của cô sẽ theo đuổi một dòng nhạc khác, không phải trữ tình pop, ballad nhưng muốn ra mắt vào năm 2015. Nhạc sĩ quyết định tìm hiểu chuyên sâu nhằm tạo ra được chất jazz của riêng mình, cô nhận định blues jazz là một dòng nhạc "thăng trầm nhưng cũng rất mạnh mẽ miêu tả những trạng thái nội tâm con người".
Năm 2014, cô chính thức ly hôn với chồng, một giảng viên ngành tài chính . Thời điểm này, cô trút hết tất cả để sáng tác liên tục và sản xuất Bóng tối Jazz. Rất nhiều bài hát ra đời trong giai đoạn này: "May mắn là mình vẫn có âm nhạc để trút. Nếu cánh cửa này đóng, sẽ có cánh cửa khác mở ra, tôi luôn tin như vậy". Ngoài ra, cô cũng chia sẻ thành công của Đỗ Bảo với cú đúp giải Cống hiến 2009 cũng chính là động lực lớn giúp cô thực hiện album này.

## Sản xuất

### Thu âm
~ Giáng Son
Tới năm 2015, toàn bộ số ca khúc cần thiết bao gồm ca khúc chủ đề được lưu giữ từ năm 2004 và 9 bài còn lại được sáng tác từ năm 2008 đã lựa chọn, và bước sang giai đoạn hòa âm phối khí. Phải mất tới 10 năm kể từ ngày nhen nhóm ý tưởng, quá trình thu âm mới hoàn tất. Một trong những lý do chính đó là vì Giáng Son muốn có một sản phẩm chỉn chu, chất lượng cao được thực hiện bởi những người bạn, những nghệ sĩ hàng đầu có cùng gu thẩm mỹ.
Thực tế, Bóng tối Jazz tiếp tục gặp khó khăn trong quá trình sản xuất, có những thời điểm cô còn có ý định bỏ, do các nhạc sĩ phối khí thường xuyên thay đổi. Ban đầu, cô định chọn nhiều các ca sĩ thể hiện album, trong đó có cả Uyên Linh và Phạm Hà Linh nhưng cả hai đều từ chối vì nhiều những lý do khác nhau. Trần Thu Hà và Tùng Dương dù đồng ý tham gia dự án nhưng cũng bận bịu với lịch làm việc cá nhân.
Trần Thu Hà đã gợi ý Vũ Quang Trung tới nhạc sĩ Giáng Son. Hà Trần tự mình xử lý các ca khúc mà không cần sự cố vấn trực tiếp của nhạc sĩ. Nhạc sĩ Lê Thanh Tâm cũng chủ động tự hòa âm phối khí cho các ca khúc.

### Dấu ấn nghệ sĩ
Ban đầu cô định làm thêm một đĩa nhạc pop, dân gian đương đại nữa nhưng khi thấy số lượng bài hát về blues jazz đã có khoảng một nửa, lại là một dòng nhạc cô yêu thích và có rất ít người tại Việt Nam làm về thể loại này nên Giáng Son đã quyết định chọn blues jazz chính là phong cách âm nhạc cho album nhạc lần này.
"Tất cả các ca khúc đều được cô sắp xếp theo ý đồ sử dụng hai giọng nam và nữ để đối thoại với nhau trong những tâm sự của họ về tình yêu. Mở đầu cho CD là ca khúc "Chạm",... Son xếp ca khúc đầu tiên ý muốn đĩa nhạc sẽ chạm đến tất cả vào trái tim khán giả. Ca khúc thứ hai "Khúc yêu" là tâm sự của một cô gái khao khát, mãnh liệt. Cao trào được đẩy dần lên qua "Tìm", "Vệt buồn"; "Nắng muộn" bắt đầu xảy ra những vấn đề như xa cách, giận hờn; đỉnh điểm của cao trào là "Vệt buồn". Sau đó, là một khoảng lặng mà cô cố ý đặt ở giữa chính là "Cỏ và mưa". Cuối cùng, kết lại là "Bóng tối Jazz", những ký ức hiện về như một thước phim đang quay, lướt qua suy nghĩ của hai người – tất cả những cảm xúc mãnh liệt đều có trong bài hát. Album giống như một câu chuyện có mạch nguồn cảm xúc."
Phần hoà âm được thực hiện bởi nhạc sĩ Thanh Tâm (tại Việt Nam) và Vũ Quang Trung (tại Mỹ), vốn trước đây từng thành công với nhiều sản phẩm âm nhạc trong và ngoài nước. Trần Thu Hà và Tùng Dương được tạo cơ hội phát huy hết được cảm xúc và những biến hóa, kỹ thuật trong giọng hát của mình.
Trong album này, Giáng Son đã có sự cộng tác từ những nhà thơ, những người viết lời ca khúc xuất sắc, để vừa có sự đa dạng về nội dung tác phẩm nhưng lại thống nhất về mạch cảm xúc. Giáng Son muốn làm Bóng tối Jazz hướng đến những người yêu thích thể loại này nhưng lại khó để tìm thấy một ca khúc Việt Nam nào được viết theo thể loại này. Đây là sản phẩm blues jazz của người Việt sản xuất từ khâu sáng tác - phối khí - ca sĩ thể hiện.

## Sáng tác
Bóng tối Jazz bao gồm một số các sáng tác từng thành công, như "Chạm" là đĩa đơn đầu tay năm 2013 của Nguyễn Trần Trung Quân hay "Tìm" đã được Lê Việt Anh thể hiện trong đĩa đơn Tan vào nhau (2013). "Cỏ và mưa" là ca khúc nổi tiếng của nhóm 5 Dòng Kẻ trong Em (2003) và Một thập kỷ ca hát (2009), Đoan Trang trong Âm bản (2007) hay bởi Tùng Dương trong album đầu tay năm 2007 của Giáng Son, bởi Giang Hồng Ngọc trong EP Ngọc (2015) và Lam Anh trong album tuyển tập Một cõi tình phai (2016). "Thu cạn" là một ca khúc quen thuộc, nhưng lại chỉ được thu âm bởi Bảo Trâm trong album tổng hợp Bảo Trâm Collection (2014).
Một số bài trong Bóng tối Jazz cũng từng được các ca sĩ đặt hoặc mua độc quyền. Nhưng cô thường chỉ để ca sĩ toàn quyền sở hữu bài hát của mình trong vòng một năm.

### Chạm
"Chạm" (tựa tiếng Anh: Fondling) là một ca khúc viết về đề tài tình yêu: "Đôi khi trong tình yêu, chỉ cần một cái chạm tay thì tình yêu sẽ đến". Son đã đóng vai một chàng trai để tỏ tình với một người con gái. Ca khúc đã được ca sĩ Nguyễn Trần Trung Quân thể hiện đầu tiên trong chương trình Sao Mai điểm hẹn 2012 và Bài hát Việt tháng 12 năm 2012, sau đó anh đã phát hành nó dưới dạng đĩa đơn vào năm 2013 theo thể loại ballad pha nhạc điện tử.

### Khúc yêu
"Khúc yêu" (tựa tiếng Anh: Passionate Love Song) là tâm sự của một cô gái khao khát, mãnh liệt. Tác phẩm được Giáng Son phổ nhạc từ bài thơ của tác giả trẻ Trương Quý Chi, bạn gái cũ của ca sĩ Tùng Dương. Phổ xong, cô nghĩ đến việc mời Tùng Dương thể hiện, nhưng vì thấy mình không phù hợp khi vào vai một cô gái để thể hiện tâm trạng khi yêu nên anh đã từ chối dù rất thích nó. Sau này, bài hát được chuyển lại cho Hà Trần thể hiện.
~ Giáng Son

### Vệt buồn
"Vệt buồn" (tựa tiếng Anh: Stain of Sadness) là một bài hát nói về những kỷ niệm, nỗi buồn, những gì nuối tiếc đã trải qua trong quá khứ; đây cũng là sự kết hợp lần đầu tiên của cô và nhà thơ Hà Quang Minh, mặc dù đã quen biết nhau từ lâu. Ban đầu nhà thơ đã gửi cho cô một vài bài thơ, trong số đó cô đã rất ấn tượng và bắt gặp hình ảnh của chính mình ngày xưa với bài Vệt buồn tháng Sáu.
Mô típ 'vệt buồn' được nhắc lại nhiều lần, vô tình nó cũng trùng với phần âm nhạc của cô và lập tức Son phát triển theo mô típ đó và tạo thành bài hát. Nhạc sĩ sử dụng thủ pháp 'mô tiến' trong phần A rất ngắn nhưng từ ngữ 'vệt buồn' được nhắc đi nhắc lại nhiều lần; chủ ý muốn người nghe nhớ đến. Sau đó, cô chuyển sang phần điệp khúc rất mạnh mẽ đằng sau. Phần B là một sự thử nghiệm của bản thân cô, vì phần này quá khác biệt so với A nên rất khó để đưa lời của nhà thơ Minh vào. Giáng Son đã nhờ anh biên soạn thêm lời cho phần này. Ngoài ra đây còn là sáng tác đầu tiên của Son sử dụng hai tốc độ khác nhau, được gọi là thủ pháp 'hai tốc độ'; phần A tương đối chậm khoảng 60-70, nhưng đến phần B là một sự đối nghịch khác hẳn, cô nâng tốc độ lên đến 100 để tạo sự cao trào, mãnh liệt. Bản thân hai phần vẫn phải có sự liên kết, dù khác hẳn nhau về tốc độ và khi chuyển tempo có sự đối nghịch, tương phản nhưng vẫn phải hút nhau. "...một cái 'vệt', dài hay ngắn nhưng rõ ràng là nó một vệt khó mà xóa nhòa được trong tâm trí của những người từng yêu, một sự nuối tiếc của một tình yêu đã qua mà ta vẫn luôn nhớ."

### Cỏ và mưa
"Cỏ và mưa" (tựa tiếng Anh: Grass and Rain) là một bài hát đầu tiên mà nhạc sĩ Giáng Son sáng tác về thể loại blues jazz vào năm 1999. Ca khúc là một trong hai bài của nhà thơ Nguyễn Trọng Tạo được cô phổ nhạc. Nhạc sĩ Giáng Son sáng tác ca khúc gắn với một kỷ niệm khi bắt đầu tình bạn của họ. Cô được ông tặng tập thơ Đồng dao cho người lớn. Sau khi bắt gặp Cỏ và mưa ở phía cuối tập thơ. Ngay lập tức, Son đã ấn tượng với bài thơ và giai điệu vang lên trong đầu, nhưng chỉ có 3 câu mới được phổ nhạc, câu còn lại "Ta biệt em lớ ngớ chẳng hẹn gì" tạm thời 'tắc tị' vì ý thơ đã kết nhưng bản nhạc thì chưa thể, cô soạn viết tiếp phần điệp khúc không lời; sau đó gọi điện và đưa bản nhạc viết tay đến cho ông xem, nhà thơ thấy hay quá nên ông đã viết tiếp phần điệp khúc. "Với toàn bộ ý tứ, nội dung của bài "Cỏ và mưa" rất phù hợp trong tình yêu của nam và nữ. Ý anh Tạo là người đàn ông sau khi yêu, ra đi một cách lớ ngớ chứ không phải cố tình 'quất ngựa truy phong'. Nhưng tôi lại hướng ca khúc tới ý, khi yêu, người con gái dâng hiến hết. Sau khi dâng hiến lại cứ chờ đợi người trai trở về với mình… nên chỉ dừng lại ở "Em cỏ khát anh mưa rào nơi nào/Ngày nắng cháy em chợt chợt thấy mưa/ Em chờ mãi cỏ xanh ngơ ngác ngơ ngác…"." Trong liveshow cá nhân, Nguyễn Trọng Tạo chia sẻ: "Bài thơ "Cỏ và mưa" tôi viết gồm 4 câu, đây là một bài thơ sex, những câu thơ gợi cảm được nhạc sĩ Giáng Son viết nhạc. Nhưng cô ấy viết nhạc xong xuôi, phần lời tới câu thơ thứ 3 thì thấy khó, ngỏ ý muốn tôi làm 'lời đuổi theo nhạc' cho hoàn thành nốt câu cuối. Nói đúng ra, tôi là người phổ thơ cho nhạc Giáng Son".
"Cỏ và mưa" từng nhận được giải thưởng "Ca khúc nghệ thuật" của Hội Nhạc sĩ Việt Nam, là chủ đề của chương trình Con đường âm nhạc tháng 10 năm 2010, là nhan đề của tuyển tập nhạc 30 tình khúc Cỏ và mưa phát hành năm 2005 bởi Nhà xuất bản Trẻ của chính cô. Ca khúc được chính Hà Trần thể hiện và tự dàn dựng theo phong cách a cappella.

### Đêm đợi
"Đêm đợi" (tựa tiếng Anh: Lingering Night) là bài hát được phổ từ bài thơ cùng tên của Phan Vũ. Ca khúc được Giáng Son viết vào năm 2009 dựa theo nguồn cảm hứng về Hà Nội. Sau đó, nó đã được giới thiệu lần đầu tiên bởi Tấn Minh trong chương trình Con đường âm nhạc năm 2010.

### Thu cạn
"Thu cạn" (tựa tiếng Anh: The End of Autumn) là một ca khúc được rất nhiều thí sinh lựa chọn để biểu diễn trong các cuộc thi âm nhạc, bao gồm Trúc Nhân, Bảo Trâm, Hòa Minzy và Thiều Bảo Trang. Tùng Dương và Hà Linh cũng thể hiện theo cách riêng trong các chương trình. Nhưng bài hát được Giáng Son sáng tác cho Nguyên Thảo và được chính Thảo giới thiệu lần đầu tiên trong chương trình Con đường âm nhạc tháng 10 vào năm 2010 của Son. Tuy nhiên, cô đã không lựa chọn Thảo mà thay vào đó là Trần Thu Hà để chính thức thu âm trong album. Son cho rằng bản thân ca khúc đã được viết theo hướng blues, nhưng các ca sĩ khác lại thể hiện theo phong cách pop.
Ca khúc được sáng tác năm 2007 khi Giáng Son vào Sài Gòn uống cà phê cùng với bạn bè. Tại đây, theo lời thách đố của người bạn rằng cô sẽ phổ một vài câu trong bài thơ từ những tờ báo trước mặt ngay tại quán theo thể loại blues jazz. Ngay lúc đó, cô đã đọc bài Cho cạn kiệt mùa thu của Y Mai đăng trên tờ Sài Gòn giải phóng. "Thu cạn" sau đó trở thành ca khúc được sáng tác trong khoảng thời gian lâu nhất của nhạc sĩ, do phải mất 2 năm sau đó cô mới có thể hoàn thành được phần điệp khúc khi đã trải qua những 'cú sốc' về đời tư. Cô từng chia sẻ: "Mùa thu Hà Nội rất đẹp nhưng những hoài niệm về mùa thu của tôi thường rất buồn, hay kết thúc một cái gì đó! Thế nên tôi mới có Thu cạn."

### Bóng tối Jazz
"Bóng tối Jazz" là ca khúc chủ đề của album, được chị sáng tác vào năm 2004 và phải đến năm 2015 mới được giới thiệu tới công chúng. Ca khúc nằm trong chùm những ca khúc do nhạc sĩ Nguyễn Vĩnh Tiến phổ lời. Giáng Son từng chia sẻ, cô thuộc loại người yêu bóng tối nên vì vậy cô thường dành thời gian vào ban đêm để đối thoại với cây đàn piano.

## Danh sách ca khúc
Tất cả nhạc phẩm được soạn bởi Giáng Son.
| STT              | Nhan đề                              | Phổ lời          | Thể hiện         | Thời lượng |
| ---------------- | ------------------------------------ | ---------------- | ---------------- | ---------- |
| 1.               | "Chạm" (Fondling)                    | Giáng Son        | Tùng Dương       | 4:29       |
| 2.               | "Khúc yêu" (Passionate Love Song)    | Trương Quế Chi   | Trần Thu Hà      | 4:31       |
| 3.               | "Tìm" (Looking for You)              | Giáng Son        | Tùng Dương       | 4:48       |
| 4.               | "Nắng muộn" (Late Ray of Sunbeam)    | Hà Quang Minh    | Trần Thu Hà      | 4:22       |
| 5.               | "Vệt buồn" (Stain of Sadness)        | Hà Quang Minh    | Tùng Dương       | 3:59       |
| 6.               | "Cỏ và mưa" (Grass and Rain)         | Nguyễn Trọng Tạo | Trần Thu Hà      | 5:05       |
| 7.               | "Đêm đợi" (Lingering Night)          | Phan Vũ          | Tùng Dương       | 5:24       |
| 8.               | "Thu cạn" (The End of Autumn)        | Y Mai            | Trần Thu Hà      | 5:32       |
| 9.               | "Những mùa hè lạnh" (Chillysummers)  | Nguyễn Vĩnh Tiến | Tùng Dương       | 5:27       |
| 10.              | "Bóng tối Jazz" (The Shadow of Jazz) | Nguyễn Vĩnh Tiến | Trần Thu Hà      | 4:00       |
| Tổng thời lượng: | Tổng thời lượng:                     | Tổng thời lượng: | Tổng thời lượng: | 47:42      |

## Thành phần tham gia sản xuất
| Ban nhạc - Lê Thanh Tâm – phối khí & hòa âm (1, 2, 3, 5, 7, 9); biên khúc, thu âm, mixing, mastering, guitar điện (5, 9); nylon guitar (1, 7); bass (5), piano, nhạc cụ giao hưởng máy tính, hát bè (3), giọng scat (9) và giọng nền. - Vũ Quang Trung – phối khí & hòa âm (4, 8, 10) và biên khúc. - Nguyễn Hùng Cường – trống (2, 3, 9). - Nguyễn Huong Bảo Hiếu – trống (1, 5, 7). - Tass Petridis – (1, 2, 7, 9). - Vũ Thanh Sơn – bass (3) và thu âm bass. - Tass Petridis – Solo bass session (9), đại hồ cầm và slap bass lines. | Ê-kíp sản xuất - Giáng Son – nhà sản xuất, biên tập, nhà soạn nhạc và ý tưởng. - Trần Thu Hà – hát chính (2, 4, 6, 8, 10), hát bè trong "Cỏ và mưa". - Tùng Dương – hát chính (1, 3, 5, 7, 9), giọng nền. - Chịu trách nhiệm xuất bản: Hoàng Thái Dũng. - Mixing và mastering tại Thanh Tâm Studio. - Thu âm nhạc cụ tại Telemusic Studio. - Thiết kế: Dzung Yoko. Các nghệ sĩ khác - Phan Vũ, Nguyễn Trọng Tạo, Nguyễn Vĩnh Tiến, Hà Quang Minh, Y Mai, Trương Quế Chi – phổ lời. - Nhạc sĩ: Trần Thanh Phương, Lê Thanh Tâm, Hải Yến, Nguyễn Quang Long. - Nhà báo: Nguyễn Minh. - Phúc Sinh Overture, Mai Tuyết Hoa, Minh Đạt... |

## Video âm nhạc
Video "Vệt buồn" được ca sĩ Tùng Dương phát hành ngày 19 tháng 10 năm 2015.
- Đạo diễn & kịch bản: Sỹ Khoa
- Biên tập: Hải Anh, Danh Tùng
- Quay phim: Đức Chính, Lê Xuân Duy
- Họa sĩ: Quang Hồng
- Đạo cụ & dựng cảnh: Đỗ Hải Nam, Bùi Văn Chung
- Hóa trang: Thu Giang
- Ánh sáng: Công Thành, Anh Quân và Huy Toàn
- Biên đạo: Phạm Khánh Linh
- Nhóm nhảy SINE: Trịnh Quốc Anh, Đặng Quốc Anh, Nguyễn Tuấn Anh, Tô Ngọc Anh, Phạm Sơn Lâm và Nguyễn Tuấn Linh

## Phát hành
Tháng 6 năm 2015, Tùng Dương tiết lộ với báo chí về việc góp mặt trong album phòng thu thứ hai mang phong cách nhạc jazz của Giáng Son. Không lâu sau, Giáng Son đã có một buổi phỏng vấn với chương trình Văn hóa - Sự kiện - Nhân vật, cùng với đó là màn trình diễn hai ca khúc "Tìm" và "Vệt buồn" bởi Tùng Dương. Ngoài ra, Giáng Son còn ấn định tháng 9 là thời điểm ra mắt album.
Cho dù được ra mắt vào giai đoạn bùng nổ kỹ thuật số và đĩa đơn, song Bóng tối Jazz lại nhận được những sự quan tâm đặc biệt của giới chuyên môn và báo chí. Album được Dihavina chính thức phát hành vào ngày 16 tháng 10 năm 2015 trên toàn quốc. Phần bìa đĩa do nghệ sĩ Dzung Yoko thiết kế sử dụng hai màu đen trắng ưa thích của Giáng Son.
Buổi biểu diễn Bóng tối Jazz nhằm quảng bá cho album được diễn ra vào ngày 13 và 14 tháng 11 năm 2015 tại phòng trà We, Thành phố Hồ Chí Minh và Swing Lounge, phố Tràng Tiền, Hà Nội.

## Đánh giá
Không lâu sau khi phát hành, Bóng tối Jazz đã xuất hiện trong danh sách "Top 5 album đáng nghe nhất năm 2016" của báo Tuổi trẻ với lời ngợi khen vừa phát huy được tài năng của các ca sĩ, vừa thể hiện chất "nữ tính" của nhạc sĩ. Ngoài ra, album còn lọt vào "top 8 những đĩa nhạc Việt của năm 2015" và "top 5 đĩa nhạc gây tiếng vang trong làng nhạc Việt năm 2015" của báo Công luận.
Hầu hết các nhận xét dành cho album đều rất tích cực, đề cao hòa âm tinh tế, "không gian ca từ nhiều chiều sâu cùng lối hát đi từ nhẹ nhàng ngọt ngào tới bùng nổ cảm xúc". Các nhận xét đều đồng tình cho rằng Giáng Son đã "thỏa sức vùng vẫy trong những ngóc ngách tâm hồn mình", từ đó giúp cô "tiến thêm một bước dài trên hành trình âm nhạc".
Mặt khác, giới chuyên môn cũng đề cao tài năng của Trần Thu Hà và Tùng Dương khi vừa có lối hát cổ điển lại vừa có những ngẫu hứng, "...thể hiện độ chín muồi về nghề và đời, đưa người nghe trở về một thời tuổi trẻ với trái tim yêu nồng nhiệt" và "làm giàu thêm rất nhiều cho hòa âm vốn đã rất đẹp", đúng với sở trường và hợp với tính cách của họ. Bóng tối Jazz cũng nổi bật với những hòa âm khác biệt của Thanh Tâm cho Tùng Dương, và của Vũ Quang Trung cho Trần Thu Hà. Chính những khác biệt về màu sắc "Mỹ" và "Việt Nam" đã "tạo nên cho người nghe một cảm giác dễ chịu." Chất lượng cao của sản phẩm được coi là "xứng đáng với bảy năm chiu chắt của Giáng Son, với đồng tiền mà người mua sẽ bỏ ra."
Một số tờ báo cho rằng với album này, Giáng Son đã cho thấy mình giống với Đỗ Bảo khi chọn tầng lớp khán giả trí thức "không còn trẻ, không còn yêu si mê cuồng dại như trước" với "cái nhìn duy mỹ, luôn có đời sống, luôn rất thật". Bản thân nhạc sĩ Đỗ Bảo cho dù ấn tượng vì đây là một album nhạc jazz hiếm của Việt Nam, với sự tham gia của nhiều nghệ sĩ trong nghề với những kỹ thuật chỉnh âm điêu luyện, nhưng cũng cho rằng "ngôn ngữ lời thơ mơ hồ" cùng "nền nhạc nhiều chiêm nghiệm" khiến album "trưng trổ nhiều nhưng không hiệu quả."
Một số đánh giá đề cập tới việc thể hiện của các ca sĩ đôi lúc còn vênh, giọng hát lúc thì thiếu "khao khát rạo rực" lúc lại "quá cầu kỳ" khiến "người nghe bị mệt". Một số ý kiến khác cho rằng Bóng tối Jazz "không đem lại sức lan tỏa mạnh mẽ như kỳ vọng... và đi theo sự thoái trào với cái "độc", "lạ" thời hậu Nhật thực (2002)."
Tại lễ trao giải thưởng âm nhạc Cống hiến lần thứ 11 năm 2016, Bóng tối Jazz giành chiến thắng tại hạng mục "Album của năm" và giúp Giáng Son có được đề cử cho "Nhạc sĩ của năm".